# Paracladopelma rhoedesianum
Paracladopelma rhoedesianum är en tvåvingeart som först beskrevs av Jean-Jacques Kieffer 1923.  Paracladopelma rhoedesianum ingår i släktet Paracladopelma och familjen fjädermyggor. Inga underarter finns listade i Catalogue of Life.